# Trichophaea hemisphaerioides
Trichophaea hemisphaerioides är en svampart som först beskrevs av Mouton, och fick sitt nu gällande namn av Graddon 1960. Trichophaea hemisphaerioides ingår i släktet Trichophaea och familjen Pyronemataceae.  Arten är reproducerande i Sverige. Inga underarter finns listade i Catalogue of Life.